# Anton David (Jesuit)
Anton David (* 20. Mai 1851 in Willebadessen, Nordrhein-Westfalen; † 7. Mai 1931 in Feldkirch, Vorarlberg) war ein Autor, Pädagoge und Jesuit.

## Leben
Während seines Studiums der Theologie und Germanistik trat er 1872 in Münster in den Jesuitenorden ein. Er wurde zunächst Erzieher, danach Studienpräfekt und Generalpräfekt und ab 1910 Rektor des Jesuitenkollegs Stella Matutina in Feldkirch, Vorarlberg. Nach seiner Pensionierung 1921 wurde er Leiter des Exerzitienhauses St. Josef im benachbarten Tisis, heute ein Ortsteil von Feldkirch.

## Werke

### Niederdeutsche Monographien
- Van ussen Hierguede. Bonifatius, Paderborn 1890.
- Van den Duiwele. Bonifatius, Paderborn 1891.

Diese und weitere plattdeutsche/niederdeutsche Texte erschienen unter dem Pseudonym Antun Willdeygud.

### Monographien zum Thema Erziehung
- Das Haus des Herrn: Betrachtungen und Schilderungen für das katholische Volk. Bonifatius, 2. Auflage, Paderborn 1891.
- Erziehung nach dem Sprichwort: Winke und Fingerzeige zur Erziehung der Kinder. Bonifatius, Paderborn 1889.
- Das Vaterunser. Bonifatius, 2. Auflage, Paderborn 1893.
- Von Weg und Steg : Bilder aus Natur und Leben für jung und alt. Unterberger, Feldkirch 1903.
- Zu Nutz und Trost: ein Buch für das katholische Volk. Gesammelte Aufsätze. Unterweger, Feldkirch 1904.
- Präfektenbuch: Darlegungen für Präfekten in katholischen Erziehungshäusern und für alle, die mit Jugenderziehung zu tun haben. Pustet, Regensburg 1918.
- Biblische Erziehungsbilder: ein Buchlein für christliche Eltern. Pustet, Regensburg 1919
- Aus der Mappe eines alten Jugendfreundes. 3 Bändchen, Pustet, Regensburg 1919/20.